# Berdibég kán

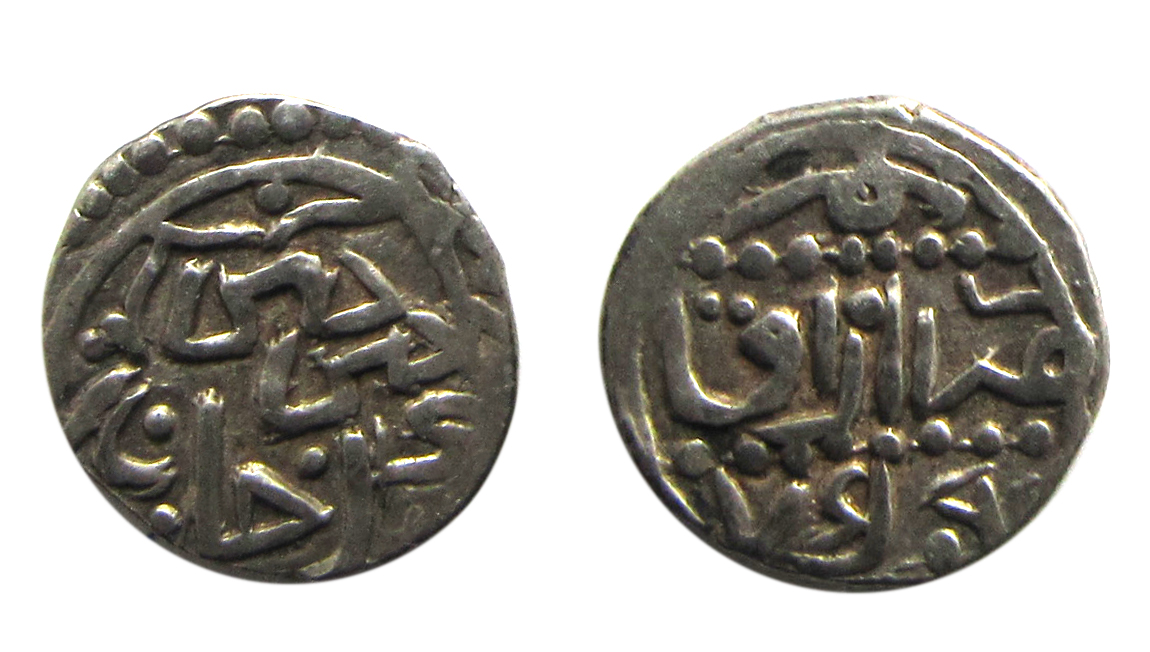
Berdibég pénze.

Berdibég vagy Muhammed Berdibég (tatárul Mөxəmmət Birdebək, 1310 körül – 1359 augusztusa) az Arany Horda kánja.
Berdibég I. Dzsanibég kán fia volt. 1356-ban részt vette apja hódító hadjáratában a perzsiai ilhánok ellen, melyben elfoglalták Azerbajdzsánt és Tebrizt. Apja kinevezte a város kormányzójává, majd visszatért az Arany Horda területére. Útközben megbetegedett és magához hívatta Berdibéget, hogy felkészítse az esetleges utódlásra. Dzsanibég állapota ezután javulni kezdett, mire Berdibég megmérgezte.
Közvetlenül 1357-es trónra lépésekor kivégeztette tizenkét rokonát, akik potenciális trónkövetelők lehettek volna. Muineddín Natanzí szerint nyolc hónapos öccsét saját kezűleg csapta földhöz.
Berdibég megerősítette elődei kiváltságlevelét az ortodox egyháznak, melyben mentesítette az adófizetés és katonaállítás alól. 1358-ban oklevelet adományozott a velenceieknek, melyben engedélyezte számukra a kereskedést Azov városában, valamint a Krím-félszigeten Calitri és Soldaia (ma Szudak) városokban.
Udvarában a legmagasabb katonai pozíciót Mamaj beglerbég foglalta el, aki a kán lányát vette el feleségül. A későbbi zavaros időszakban Mamaj kiskirályként uralkodott a Horda délnyugati területei fölött.
Tebrizt az ilhánok hamarosan visszafoglalták és megölték a Berdibég által kinevezett kormányzót. 1359 nyarán vagy kora ősszel Berdibéget meggyilkoltatta Kulpa, aki szintén Dzsanibég fiának mondta magát. Ezután az Arany Horda kormányzata két évtizedre szétesett, főurak és hadvezérek marakodtak egymással a hatalomért.

## Fordítás
- Ez a szócikk részben vagy egészben  a(z)   Бердибек című orosz Wikipédia-szócikk ezen változatának fordításán alapul.  Az eredeti cikk szerkesztőit annak laptörténete sorolja fel. Ez a jelzés csupán a megfogalmazás eredetét és a szerzői jogokat jelzi, nem szolgál a cikkben szereplő információk forrásmegjelöléseként.